# Gory Dmitrija Solov’ëva
Die Gory Dmitrija Solov’ëva (englische Transkription von russisch Горы Дмитрия Соловьёва Gory Dimitrija Solowjowa) sind eine Gruppe von Nunatakkern im ostantarktischen Mac-Robertson-Land. Sie ragen nordöstlich des Mount Maguire nahe dem Kopfende des Lambert-Gletschers auf.
Russische Wissenschaftler benannten sie. Der Namensgeber ist nicht überliefert.